# Écran divisé (informatique)
 (septembre 2024).
Le contenu est difficilement compréhensible vu les erreurs de traduction, qui sont peut-être dues à l'utilisation d'un logiciel de traduction automatique.
Pour les articles homonymes, voir Écran.
Pour la technique de production audiovisuelle, voir Écran divisé.
L'écran divisé ou écran parti (en anglais, split screen) est une technique de visualisation en infographie qui consiste en diviser des graphiques et/ou texte en des parties adjacentes qu'ils ne se superposent pas, généralement en deux ou quatre zones rectangulaires. Ceci permet la présentation simultanée d'information graphique et textuelle liée dans un moniteur. Les sports de télévision ont adopté cette méthodologie de présentation dans le décennie de 1960 pour la répétition instantanée.
À l'origine, les écrans divisés non dynamiques se différenciaient des systèmes de fenêtres par le fait que ces derniers permettaient des parties superposées et librement movibles de l'écran (les "fenêtres") pour présenter données d'applications liées et non liées à l'utilisateur. Par le contraire, les premières, ils étaient strictement limitées à des positions fixes.
La technique d'écran divisé se peut utiliser pour exécuter deux instances d'une application aussi, ce qui permet potentiellement à un autre utilisateur d'interagir avec la deuxième instance.